# Ford Galaxie

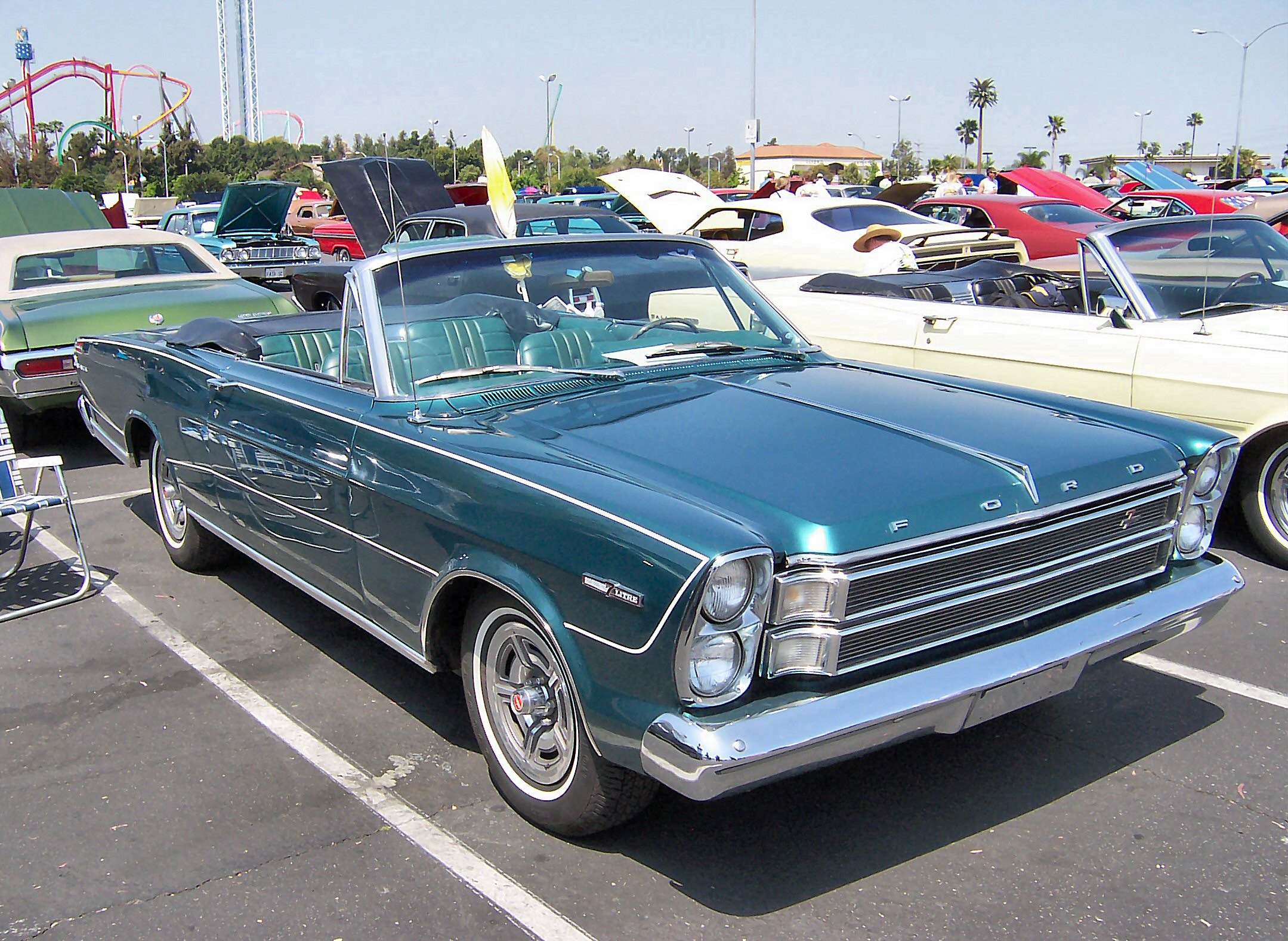
1966-os Ford Galaxie.

A Ford Galaxie hosszú ideig a Ford Motor Company első számú felsőközép-kategóriás autója volt. 1959 és 1974 között gyártották. 1967-től 1983-ig Brazíliában is készítettek ilyen járműveket Galaxie 500, LTD és Landau néven. Amerikában a különböző autógyárak folyamatosan változtatták modelljeik nevét, de a Fordnál hossz ideig megmaradt a Galaxie, mint felsőközép-kategóriás autó.
Néhány Galaxie-t átalakítottak és nagy teljesítményű versenygépeket hoztak létre belőlük, ez főleg az izomautó-korszakra volt jellemző. A sorozat többi tagja pedig megmaradt gyári állapotában, családi autónak.

## 1959-1960

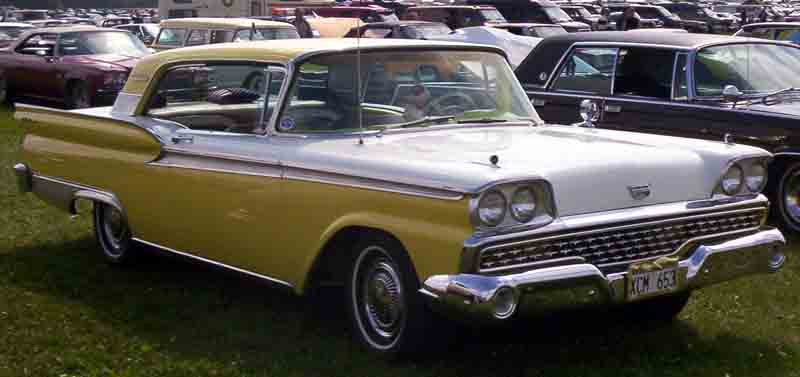
1959-es Ford Galaxie.

A Galaxie 1959 közepén, a Ford szokásos modellbemutatóján jelent meg először. Egyértelműen látszott, hogy ez a modell a hosszú életű Fairlane felújított verziója volt. A legszembetűnőbb a tető hátsó részének átdolgozása volt, ez a konkurens Ford Thunderbirdre emlékeztetett. A kor többi autójának megfelelően ezen is króm és rozsdamentes acél díszítések voltak és színezése kéttónusú volt.
A modellek között volt a Skyliner Retractable is, melynek lenyitható keményteteje volt, melyet a csomagtartóba lehetett rejteni. Ez ugyan látványos, de ezzel együtt komplikált volt és meglehetősen kis hely maradt a csomagtartóban a művelet után. Ezt azonban később lecserélték egy olyan verzióra, melynek a mechanikája jóval kisebb helyet foglalt. Az ötlet a Mercedes-Benz, a Lexus és a Cadillac kétüléses luxusautóiból származott.

## 1960-1965
Az 1960-ban megjelent Galaxie jóval modernebb, futurisztikusabb volt, mint az előző modell. Ezen is jelen voltak még a "fecskefarkak", de már jóval kisebb méretben. A Ford tervezői ebben az időszakban arra törekedtek, hogy az új autók kinézete modernebb legyen, de hordozzák magukon a régebbiek stílusjegyeit. A Galaxie esetében is ezt a trendet követték. A felújított karosszériának a Starliner fantázianevet adták, melynek hátsó szélvédője hajlított volt és keménytetőhöz nem tartoznak merevítő oszlopok.
1961-ben a ismét átdolgozták a karosszériát, de az autó többi része nem változott. A "fecskefarkak" szinte teljesen eltűntek, helyükre hatalmas kerek féklámpák kerültek, melyek sugárhajtóműre emlékeztettek. A Fordnál nagy sikere volt a futurisztikus formáknak, így nem csoda, hogy a Galaxie valódi klasszikussá vált. 1961-ben a Galaxie-hoz is megjelentek az "FE" motorok, melyek 6,4 literesek voltak. Az egyikben három ikerfúvóka volt és körülbelül 400 lóerős volt, ami meglehetősen jó gyorsulást biztosított egy nehéz kocsinak is. A Starliner ebben az évben is kapható volt, de befejezték a gyártását, amikor megjelent az új, szögletes tetejű karosszéria. Ezt a Ford Thunderbird ihlette.
1962-re a Galaxie lett a Ford egyetlen felsőközép-kategóriás gépkocsija, mivel a Fairlane középkategóriás lett, a Custom gyártását pedig abbahagyták. Ebben az évben jelent meg a Galaxie 500 és a Galaxie 500/XL nevű modell is. A teljesítményt sem hagyták figyelmen kívül a tervezők és kiadták az új, 6,7 literes, tripla karburátoros motort. Emellett az autóhoz rendelhető volt egy hathengeres erőforrás is, mely mérföldkőnek számított a típus történetében. Az 1962-es modellről teljesen eltűntek a "fecskefarkak", ettől a kocsi hátulja sokkal lágyabb külsőt kapott. A féklámpák belesüllyedtek az új formát kapó hátsó lökhárítóba. Ebben az évben rengeteg Galaxie-ból átalakított rendőrautó volt látható Amerikában.

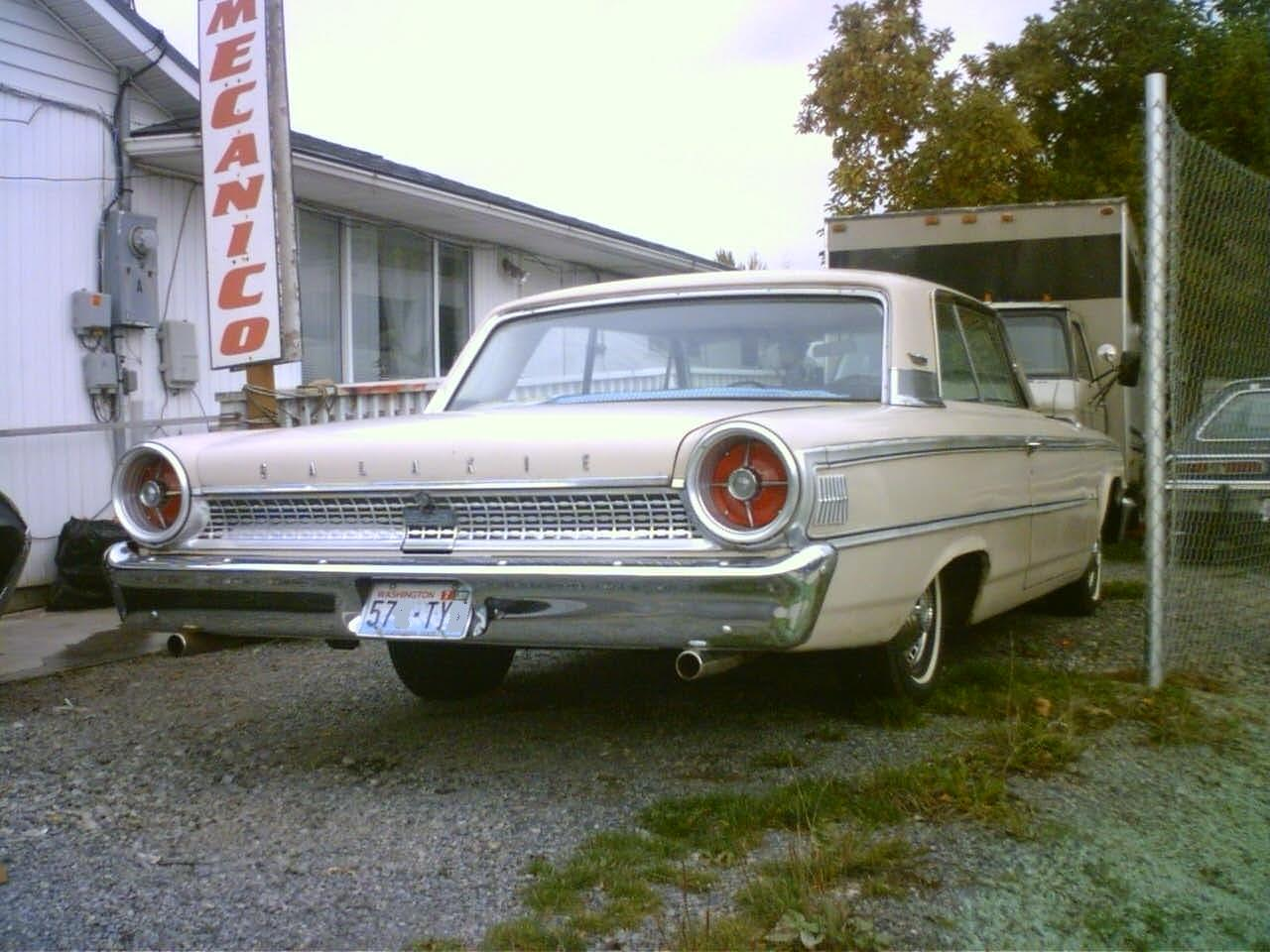
1963-as Ford Galaxie 500.

1963-ban a Ford dolgozói nem változtattak sok dolgon a népszerű 1962-es modellhez képest. Az autó oldalaira egy-egy díszítősáv került és alacsonyabb tetőt kapott. Ekkoriban több nagy autó is alacsonyabbá vált, ami előrelépést jelentett a számukra a NASCAR versenyeken. Az év közepén megjelent modellt vonalvezetése miatt "Sport Roof"-nak, azaz "Sporttetős"-nek hívták. Az átlag vásárló szemében az autók nem sokat változtak, de a Ford tervezett egy limitált példányszámban kapható 7,0 literes motort, mely titkos fegyvernek számított a versenyeken. Ezeknek inkább a nagy teljesítmény volt az előnyük, nem a kifinomultság. Csak azért dobták piacra őket, mert a versenyszabályzat szerint csak olyan motorral lehetett indulni, melyeket a közúti használatra szánt modellekben is meg lehet találni. Ezzel az új erőforrással a Galaxie a gyorsulási versenyekre is betört, több könnyített verziót is gyártottak pontosan erre a célra. Ezeken üvegszálas karosszériaelemek és alumínium lökhárítók voltak. A 7,0 literes motorok 425 lóerőt voltak képesek leadni, ugyanilyeneket szereltek az AC Cobrákba is. Az 1963-as Galaxie teljesen új műszerfalat kapott és a váltó a kormányoszlop fölé került.

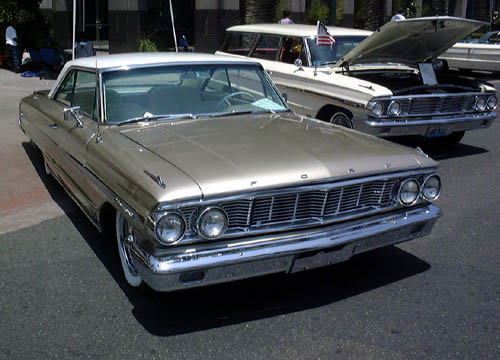
Két 1964-es Galaxie egymás mellett.

1964 volt a negyedik és egyben utolsó éve a meglévő dizájnnak. A belső jelentősen átalakult, a külsőn viszont csak aerodinamikai szempontból meghatározó változások voltak megfigyelhetőek, világos volt tehát, hogy ez a modell a NASCAR-ra készült. Az eddig használt úgynevezett "doboz-tető" eltűnt és egy áramvonalasabb, döntött tető került a helyére. Persze a kombi és a nyitott tetejű változatra ez nem volt igaz. A Fordra továbbra is a megbízhatóság volt a jellemző, a legtöbb 1964-es Galaxie átlépte a 100 000 mérföldes határt. Ez a modell kényelmesebb volt, mint elődei, ráadásul jobb volt a kezelhetősége és útfekvése, ára is viszonylag kedvező volt, így sokan döntöttek mellette, mikor autót vásároltak.
A motorháztető alatt ezúttal is megjelentek a 7,0 literes motorok és az üvegszálas karosszériájú Galaxie-k nagy sikereket arattak a versenypályákon, nem csak Észak-Amerikában, hanem az Egyesült Királyságban is. A britek kezdetben tartottak a kocsi méretétől és súlyától, de hamar kiderült, hogy sokkal jobban kezelhető és gyorsabb, mint remélni merték volna. A Galaxie Európában is elért néhány sikert. 1964-ben megjelent a SOHC 427 Cammer nevű motor az autóhoz, melyet eredetileg csak versenyekre terveztek, de nem kizárt, hogy néhány kikerült az utakra is.

## 1965-1968

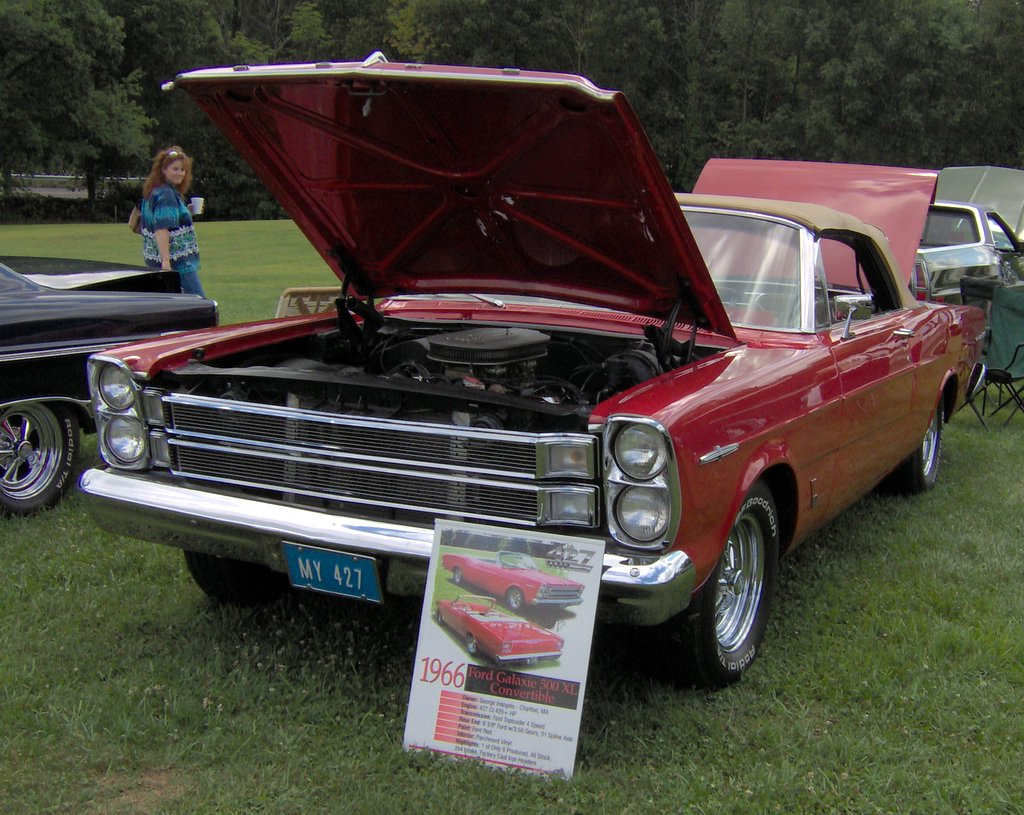
1966-os Galaxie XL.

1965-ben a Galaxie teljesen új kinézetet kapott. A korábbi évek modelljeinél magasabb és szélesebb volt és két-két egymás felett elhelyezkedő fényszórót kapott. A tervezők célja az volt, hogy az addigi agresszív kinézetet egy űrhajóhoz hasonló formavilág váltsa fel. Az ebben az évben megjelent modell neve Galaxie 500 LTD lett, a motorválasztás ugyanaz volt, mint az 1964-es évben.
1966-ban jelent meg a Galaxie 500 7 Litre nevű típus, melyhez egy 7,01 literes Thunderbird V8-as motor járt. Ahogy a neve is mutatja, a Ford Thunderbirdöket is hasonló erőforrással szerelték, ez már könnyebben kezelhető volt, mint a korábbi 7,0 literes motorok. 1966-ban az "LTD" eltűnt a Galaxie nevéből, utalva arra, hogy változások várhatók. 1966-ban egy parádé keretében a chilei elnök is egy nyitott tetejű Galaxie-t használt.
Az 1966-os modellt 1967-től kezdve 1983-ig Brazíliában is gyártották.

## 1968-1974
Az 1968-as Galaxie új hűtőrácsot kapott és fényszórói horizontálisan helyezkedtek el, a karosszéria többi része azonban változatlan maradt. 1969-ben az autó egy nagyobb karosszériát kapott, melyhez 7,0 és 7,01 literes motor járt, de megjelent egy valamivel nagyobb ThunderJet nevű erőforrás is. A műszerfal az eddigiekkel ellentétben nem terjedt át az utas oldalára, hanem szinte körülölelte a vezetőt.
1971-ben az autó még nagyobbá vált és a féklámpák elvesztették sugárhajtómű alakjukat, helyette horizontálissá váltak. A következő évben a Galaxie nem sokat változott, mindössze a tető lett szögletesebb. A gyártás 1974-ben fejeződött be, ez volt egyben az utolsó olyan év is, amikor a nagyméretű Fordokat merevítő oszlopok nélküli keménytetővel gyártották.